# Limenitis antoniae
Limenitis antoniae är en fjärilsart som beskrevs av Hans Fruhstorfer 1915. Limenitis antoniae ingår i släktet Limenitis och familjen praktfjärilar. Inga underarter finns listade i Catalogue of Life.